# Jarosław Błotny
Jarosław Błotny (ur. 1964 w Poznaniu) – polski pisarz, autor fantastyki naukowej.

## Życiorys
Absolwent Wydziału Dziennikarstwa Uniwersytetu im. Adama Mickiewicza w Poznaniu (1988). Zadebiutował podczas studiów wierszami na łamach dodatku literackiego Gazety Poznańskiej (1985) oraz w antologii młodej poezji „Przedpole” (Wydawnictwo Poznańskie 1986). W 2006 roku zadebiutował dobrze przyjętą powieścią Plan wymierania. Jest również autorem cyklu Oium ludu rzymskiego, stworzył w nim alternatywny świat Imperium Rzymskiego, które w III w. n.e. przeżywa bujny rozkwit. Powieści Błotnego z tego cyklu były nominowane do Nagrody Literackiej im. Jerzego Żuławskiego (2012) oraz do Nagrody Sfinks (2012).
Jest również specjalistą od zarządzania i marketingu, pełni funkcję prezesa w jednej ze spółek podległych grupie energetycznej Enea.

## Twórczość
Cykl Oium ludu rzymskiego
- Purpura imperatora – Wydawnictwo Fabryka Słów (2011)[5]
- Wergeld królów – Wydawnictwo Fabryka Słów (2010)[6]

Powieści fantastyczne
- Plan wymierania – Wydawnictwo Kurpisz (2006)[7][8]

Opowiadania
- Multiplum – Science Fiction, Fantasy i Horror (2011)[9][10]
- Lebensraum – Science Fiction, Fantasy i Horror (2011)

Poezja
- Przedpole: almanach młodej poezji wielkopolskiej – Wydawnictwo Poznańskie (1986)[11]